# Saturn LX
Saturn LX, cunoscut provizoriu sub numele de S/2004 S 29, este un satelit natural al lui Saturn și un membru al grupului Inuit. Descoperirea sa a fost anunțată de Scott S. Sheppard⁠(d), David C. Jewitt⁠(d) și Jan Kleyna⁠(d) pe 7 octombrie 2019 din observații efectuate între 12 decembrie 2004 și 17 ianuarie 2007.  A primit denumirea permanentă în august 2021.
Saturn LX are aproximativ 4 kilometri în diametru și orbitează în jurul lui Saturn la o distanță medie de 16,981 Gm în 826,44 zile, la o înclinație de 45,1° față de ecliptică, cu o excentricitate de 0,440.